# Vitória (telenovela de 2014)
Vitória é uma telenovela brasileira que foi produzida e exibida pela Record entre 2 de junho de 2014 e 20 de março de 2015 em 208 capítulos, substituindo Pecado Mortal e sendo substituída por Os Dez Mandamentos. Escrita por Cristianne Fridman, com colaboração de Alexandre Teixeira, Jussara Teixeira, Carla Piske e João Gabriel Carneiro, direção de Daniel Ghivelder, Michele Lavalle e Rudi Lagemann e direção geral de Edgard Miranda.
Contou com as atuações de Bruno Ferrari, Thaís Melchior, Gabriel Gracindo, Juliana Silveira, Beth Goulart, Antônio Grassi, Paulo César Grande e Lucinha Lins.

## Produção
Após o fim de Vidas em Jogo, em 9 de abril de 2012, Cristianne Fridman entregou outra sinopse para a Record, intitulada Maré Alta, a qual foi aprovada em novembro daquele ano e contaria a história de uma vila de pescadores que guardava um grande segredo. Na mesma época a autora recebeu uma proposta da Rede Globo, porém decidiu ficar no canal em que estava. A novela seria lançada em setembro de 2013 após Dona Xepa, porém acabou sendo adiada e substituída por Pecado Mortal, de Carlos Lombardi, uma vez que a emissora pediu algumas alterações no enredo, evitando soar similar ao de Luz do Sol, exibida em 2007. Em 2 de fevereiro de 2013 foi revelado que a trama agora se chamaria Vitória e traria um enredo diferente, sendo agendada para 2014.
Cristianne Fridman explicou que abordaria temas que outras emissoras não permitiram – como neonazismo, incesto e um protagonista cadeirante –, além de dispensar o maniqueísmo, ou seja, não delinear os traços dos personagens entre "vilão" e "mocinha", deixando o equilíbrio entre os dois pontos em cada um deles para soar mais real, colocando nas mãos do público a opção de escolher se o perfil é agradável para o bem ou para o mau: "Trataremos inovação para o público. Não temos vilão e mocinha". Edgard Miranda foi anunciado como diretor, repetindo a parceria com a autora antes realizada em Chamas da Vida, além da direção criativa de Rudi Lagemann, Daniel Ghivelder e Michele Lavalle. Vitória foi lançada com uma margem de 30 capítulos gravados à frente do que era exibido. Leonardo Vieira, Heitor Martinez e Sílvio Guindane passaram por aulas de dança e orientações de striptease para criar o perfil de seus personagens. Já Ricky Tavares teve que aprimorar-se com motos para dar vida a um competidor de motocross.

### Escolha do elenco

Marcos Pitombo, Juliana Silveira e Raphael Montagner caracterizados como os neonazistas.

Cristianne Fridman convidou pessoalmente Ana Paula Arósio para interpretar Diana, porém a atriz alegou que permaneceria afastada da televisão, seguindo seu retiramento iniciado em 2010. Thaís Melchior acabou ficando com o papel, sendo anunciada em janeiro de 2014, logo após fechar contrato com a emissora. Caio Junqueira interpretaria Artur, porém pediu desligamento da trama, pois naquela época havia confirmado que protagonizaria a futura A Terra Prometida e precisaria se dedicar aos workshops. Victor Pecoraro chegou a ser cogitado para o personagem, porém acabou sendo reservado para outra produção da emissora, ficando a cargo de Bruno Ferrari interpretar Artur. Giselle Itié chegou a ser anunciada como Renata e recebeu os primeiros capítulos para leitura, porém a atriz sofreu um acidente de moto e teve que ser afastada por licença-médica, sendo substituída por Maytê Piragibe.
O ator português Diogo Morgado foi sondado para interpretar Leonardo, que formaria o triângulo amoroso principal, porém as negociações acabaram não avançando. Leonardo Brício foi escalado para o papel, porém o ator foi deslocado para o elenco de Os Dez Mandamentos. O personagem ficou para Dado Dolabella, que originalmente interpretaria Paulão, passando este para Marcos Pitombo. Dado, porém, agrediu um produtor logo nas primeiras gravações e o personagem foi cortado da novela, aparecendo apenas no primeiro capítulo. Verônica Debom chegou a realizar os primeiros ensaios como a policial Kátia, porém a direção decidiu substituí-la por Karen Marinho.

### Cenografia
| |  |  |
| Vitória teve cenas gravadas em Curaçao, no Caribe (esquerda), e em Petrópolis, no Brasil (direita). |  |  |

Em março de 2014 foram gravadas as primeiras cenas da novela em Curaçao, pequeno país do conglomerado do Caribe, onde estiveram envolvidos os personagens de Bruno Ferrari, Beth Goulart, Antônio Grassi, Dado Dolabella, Flávia Monteiro e Thaís Melchior.  Ao todo 50 pessoas, entre equipe e elenco, viajaram para as gravações, que ocorreram no Santa Barbara Beach & Golf Resort, que serviram como moradia da personagem de Beth Goulart. Originalmente as cenas seriam gravadas em Dubai, nos Emirados Árabes Unidos, porém com a utilização do país como pano de fundo para outras produções pouco tempo antes, optou-se por mudar para o Caribe.
A direção, porém, evitou utilizar territórios caribenhos conhecidos das antilhas, como Aruba ou Ilhas Virgens, optando por Curaçao pelo ineditismo aos olhos do público televisivo. As cenas referentes ao haras da família Ferreira foram gravadas em Petrópolis, no bairro de Itaipava, utilizando um haras real. Os cavalos utilizados nas cenas de competição de hipismo foram disponibilizados pelo local de gravação. A cidade cenográfica da novela foi erguida nos estúdios RecNov e utilizaram o bairro da Barra da Tijuca, no Rio de Janeiro, como cenário.

## Enredo
A trama segue três personagens centrais em busca de vingança. Artur (Bruno Ferrari) acredita que, na infância, foi rejeitado por ter ficado paraplégico pelo próprio pai, Gregório (Antônio Grassi), que foi embora e nunca mais manteve contato. Já adulto ele traça um plano para se vingar, mas a mãe, Clarice (Beth Goulart), tenta impedi-lo ao revelar que ele é fruto de uma traição com Bernardo (Paulo César Grande) e que foi este o motivo para o pai abandoná-los, porém o rapaz se revolta ainda mais e interna a mãe em uma clínica clandestina sem acreditar na história, indo atrás do fruto de seu ódio. Sem que ninguém saiba a verdade, Artur seduz e logo engravida Diana (Thaís Melchior), filha de Gregório. Artur revela para o empresário sua identidade, o que o faz ter um derrame, já que ele acredita que os dois são irmãos. O plano não sai do jeito que ele imaginava, uma vez que Artur se apaixona verdadeiramente por Diana, que agora o rejeita, fazendo com que ele tenha que provar seu valor e sua rendição, ainda mais quando ela se reaproxima do ex, Rafael (Rodrigo Phavanello).
Rica e pós-graduada, Priscila (Juliana Silveira) esconde o fato de ser líder de uma cédula neonazista violenta – formada por Paulão (Marcos Pitombo), Enzo (Raphael Montagner) e Bárbara (Liége Müller) – que comete atentados terroristas, fabricação de bombas e assassinatos de negros, homossexuais e nordestinos. Bárbara, na verdade, é uma policial disfarçada sob as ordens da delegada Sabrina (Rafaela Mandelli), que quer prender Priscila e desmantelar a rede neonazista, mas nem imagina que seu pai, Ramiro (Jonas Bloch), é um delegado corrupto e que atrapalha seu trabalho. Já Iago (Gabriel Gracindo), filho de Bernardo, foi internado em instituição psiquiátrica quando adolescente após ser diagnosticado como sociopata. Ele tinha Clarice como uma mãe, mas sentia inveja da forma com que o pai tratava Artur com mais amor que ele. Após fugir 10 anos antes, ele retorna sob outra identidade para se vingar de Bernardo, Artur e da família de Gregório – que ajudou em sua internação –, além de ameaçar Priscila, que interferiu em seu caminho.
Anastácia (Roberta Gualda) é uma cozinheira humilde e semianalfabeta, que se apaixona por Bruno (Augusto Garcia), que mente ser pobre para se aproximar dela, ficando revoltada quando descobre que ele é milionário e tendo que enfrentar a fúria da mãe dele, que acredita que ela é uma golpista. Renata (Maytê Piragibe) e Edu (Cláudio Gabriel) perderam tudo que tinham em uma enchente e tem que ir morar com os pais dela, Zuzu (Lucinha Lins) e Manel (César Pezzuoli), tendo que enfrentar outros problemas – ele mergulha no alcoolismo pela perda do que construíram, enquanto ela descobre que a mãe está com Alzheimer e começa a se esquecer dela. Demitidos e sem conseguir um novo emprego, os engenheiros Tadeu (Leonardo Vieira), Caíque (Heitor Martinez) e PH (Sílvio Guindane) se tornam strippers para ganhar a vida. Já Jorge (André Di Mauro) tenta impedir de toda forma que a irmã, Beatriz (Letícia Medina), se envolva com o piloto de motocross Mossoró (Ricky Tavares) por ele ser irmão de Diana, a mulher que arruinou sua carreira. Ainda há Ednaldo (Raymundo de Souza), um pai ausente e alcoólatra que maltrata o filho, Cicinho (Pablo Mothé).

## Exibição
A novela seria reprisada a partir de 18 de março de 2019, substituindo Essas Mulheres, porém em 14 de março a reprise foi cancelada e escalada Caminhos do Coração (2007) em seu lugar. A razão foi que a emissora considerou inapropriado colocar no ar uma novela que abordava o neonazismo – cuja líder da cédula era uma reitora e que havia cenas de assassinato de professores – apenas dias depois do Massacre de Suzano, cujo ex-alunos assassinaram 10 pessoas em uma escola paulista.
Em 2022, após três anos, foi anunciada novamente uma reprise, com a estreia programada para 22 de fevereiro de 2022, substituindo Prova de Amor ás 15h20. No entanto, em 17 de fevereiro a reprise foi novamente cancelada devido ao episódio pró-nazismo ocorrido no Flow Podcast, uma vez que a emissora temia que algo pudesse ser relacionado, e no lugar foi escalada a reprise de Chamas da Vida (2008), também de Fridman.

## Elenco
| Intérprete         | Personagem                             |
| ------------------ | -------------------------------------- |
| Bruno Ferrari      | Artur Menezes Ramos                    |
| Thaís Melchior     | Diana Ferreira                         |
| Gabriel Gracindo   | Iago Ramos / Ziggy                     |
| Juliana Silveira   | Priscila Schiller                      |
| Beth Goulart       | Clarice Menezes                        |
| Antônio Grassi     | Gregório Ferreira                      |
| Paulo César Grande | Bernardo Ramos                         |
| Lucinha Lins       | Zulmira Nogueira (Zuzu)                |
| Maytê Piragibe     | Renata Nogueira Pereira                |
| Cláudio Gabriel    | Eduardo Pereira (Edu)                  |
| Marcos Pitombo     | Paulo Roberto Lemos (Paulão)           |
| Jonas Bloch        | Delegado Ramiro Pessoa                 |
| Leonardo Vieira    | Tadeu Gorgulho Nogueira                |
| Heitor Martinez    | Caíque Amarantes                       |
| Sílvio Guindane    | Paulo Henrique (PH)                    |
| Aline Borges       | Laíza Pinto dos Reis                   |
| André Di Mauro     | Jorge Cunha                            |
| Rodrigo Phavanello | Rafael Lemos                           |
| Roberta Gualda     | Anastácia Rocha                        |
| Augusto Garcia     | Bruno Amaral                           |
| Raymundo de Souza  | Ednaldo Correia do Nascimento          |
| César Pezzuoli     | Manuel Nogueira (Manel)                |
| Luciana Braga      | Matilde Nogueira Gorgulho              |
| Rafaela Mandelli   | Detetive Sabrina Pessoa                |
| Ricky Tavares      | Mossoró Ferreira                       |
| Letícia Medina     | Beatriz Cunha (Bia)                    |
| Gustavo Leão       | Joaquim Pereira (Quim)                 |
| Raphael Montagner  | Enzo Aguiar                            |
| Eliana Guttman     | Maria Zilda Amaral                     |
| Patrycia Travassos | Valéria Schiller                       |
| André De Biase     | Prof. Dante Fernandes                  |
| Nina de Pádua      | Profª. Yone Gusmão                     |
| Rocco Pitanga      | Nelito Gouvêia                         |
| Leandro Léo        | Ricardo Paes (Ricardinho)              |
| Bruna di Túllio    | Luciene de Melo Faria                  |
| Gustavo Ottoni     | Javier Rodriguez                       |
| Camila Avancini    | Rosa Silveira                          |
| Ricardo Ferreira   | Prof. Virgulino Aparecido              |
| Liége Müller       | Detetive Bárbara                       |
| Karen Marinho      | Detetive Kátia                         |
| Zeca Carvalho      | Detetive Netto                         |
| Thelmo Fernandes   | Detetive William                       |
| Henrique Ramiro    | Alex                                   |
| Rose Lima          | Catarina                               |
| Pablo Mothé        | Cícero Correia do Nascimento (Cicinho) |
| Letícia Pedro      | Rebeca Amarantes                       |
| Cássio Ramos       | Pablo Rodriguez                        |
| Victória Diniz     | Gabriela Nogueira Pereira (Gabi)       |

### Participações especiais
| Intérprete          | Personagem      |
| ------------------- | --------------- |
| Flávia Monteiro     | Rúbia Rodriguez |
| Roberto Bomtempo    | Sereno          |
| Felipe Cunha        | Dr. Erick       |
| Marcelo Escorel     | Dr. Fernando    |
| Thierry Figueira    | Oliveira        |
| Eduardo Pires       | Felipe Ramos    |
| Priscila Assum      | Camila          |
| Bruno Chateaubriand | M.M.            |
| Izak Dahora         | Sorriso         |
| Roberta Valente     | Ciça            |
| Alessandra Loyola   | Analice         |
| Diego Kropotoff     | Vinicius        |
| Alice Rodrigues     | Isabele         |
| Zeca Gurgel         | Dinho           |
| Alex Nader          | Alberto         |
| Pedro Caetano       | Pedro I         |
| Créo Kellab         | Pedro II        |
| Hélio Ribeiro       | Max             |
| Pamela Coto         | Maria Aparecida |
| Marcio Ehrlich      | Ronaldo Gomes   |
| Marcelo Pio         | Marco Antônio   |
| Mauro Cominato      | Antonio         |
| Fabio Felipe        | Guilherme       |

## Música
Vitória é uma trilha sonora condizente à novela de mesmo título, trazendo Juliana Silveira estampando a capa. Como tema de abertura foi escolhida a gravação original de "Tente Outra Vez", na voz de Raul Seixas. Entre as músicas internacionais executadas durante os capítulos da novela estiveram "Manias", de Thalía, "Quien te dijo eso", de Luis Fonsi, "New York, New York", de Sarah, "My First and Only Love", de Claudio Goldman, e "Cry for Love, de Ivan Busic e utilizado como tema romântico de de Arthur e Diana.
Já entre as de músicos nacionais estiveram a versão de "Anna Júlia", originalmente da banda Los Hermanos e gravada para a novela pelo grupo Sem Reznha, o samba "Oba, Lá Vem Ela", de Adryana Ribeiro, "Eternamente", de Lulli, "Qual É o Andar?", de Micael Borges, "Toda Forma de Poder", da banda Engenheiros do Hawaii, e a faixa-título "Vitória", de Rosemary. Entre as temáticas específicas estiveram "Meu Lugar", da banda Onze:20 e tema de Mossoró e Beatriz, "Não Posso Reclamar de Nada", de Fábio Júnior e Tainá e tema de Artur e Diana, e "Sensível Demais", de Jorge Vercillo e tema de Renata e Edu.
Lista de faixas
| N.º | Título                       | Música                      | Personagem tema                         | Duração |  |
| 1.  | "Tente Outra Vez"            | Raul Seixas                 | Abertura                                | 3:43    |  |
| 2.  | "Cry For Love"               | Ivan Busic                  | Arthur e Diana                          | 3:25    |  |
| 3.  | "Manías"                     | Thalía                      | Geral                                   | 3:31    |  |
| 4.  | "Vitória"                    | Rosemary                    | Tadeu e Matilde                         | 3:16    |  |
| 5.  | "Sensível Demais"            | Jorge Vercillo              | Renata e Edu                            | 3:42    |  |
| 6.  | "Meu Lugar"                  | Onze:20                     | Mossoró e Beatriz                       | 3:20    |  |
| 7.  | "Oba, Lá Vem Ela!"           | Adryana Ribeiro             | Luciene e Nelito / Luciene e Ricardinho | 3:47    |  |
| 8.  | "Eternamente"                | Lulli                       | Zuzu                                    | 3:45    |  |
| 9.  | "Na Estrada"                 | Júlia Tavares               | Geral                                   | 3:45    |  |
| 10. | "Qual É o Andar?"            | Micael                      | Tadeu, Caíque e PH                      | 3:20    |  |
| 11. | "My First and Only Love"     | Cláudio Goldman             | Clarice                                 | 3:24    |  |
| 12. | "Anna Júlia"                 | Sem Reznha                  | Mossoró                                 | 3:15    |  |
| 13. | "Não Posso Reclamar de Nada" | Fábio Júnior e Tainá Galvão | Arthur e Diana                          | 3:31    |  |
| 14. | "Quien Te Dijo Eso"          | Luis Fonsi                  | Anastácia e Bruno                       | 3:38    |  |
| 15. | "Toda Forma de Poder"        | Engenheiros do Hawaii       | Priscila                                | 3:27    |  |
| 16. | "New York, New York"         | Sarah                       | Laíza e Jorge                           | 3:31    |  |

Outras canções não incluídas
- "Another One Bites the Dust" - Queen (tema de Priscila, Paulão e Enzo)

## Recepção da crítica
| |  |  |
| Lucinha Lins (esquerda) e Juliana Silveira (direita) foram descritas pelos críticos como os grandes destaques da novela. |  |  |

Vitória recebeu análises positivas dos críticos especializados em televisão. Emerson Ghaspar, do portal O Planeta TV, elogiou o núcleo neonazista, dizendo que era "um prato cheio para se discutir os próprios preconceitos", e elogiou as atuações de Marcos Pitombo e Juliana Silveira: "Fridmann constrói a trama sem rodeios e medos que qualquer autor poderia ter ao tocar em tal assunto". O jornalista também positivou a forma com que a autora abordou a doença de Alzheimer com sutileza, "sem apelar para o lado emocional, transformando os portadores da síndrome em vitimas". Em outra ocasião o portal acrescentou que Juliana estava dando "shows de interpretação".  Maurício Freitas, do portal TV Foco, disse que Lucinha Lins era o grande destaque da novela na pele da portadora de Alzheimer: "A atriz já demonstrou ter muita competência em suas atuações, mas nesse caso especificamente ela está dando um show à parte, por que mais difícil do que ser o bonzinho ou o vilão da novela, é conseguir emocionar o público com um personagem tão rico, talvez um dos melhores de sua carreira".
Raphael Scire, da coluna Notícias da TV, do portal UOL, elogiou as atuações de de Rafaela Mandelli e Beth Goulart, mas destacou principalmente o trabalho de Juliana Silveira, descrito como o melhor da novela e completando que a atriz estava "aproveitando as nuances da personagem e dando show". Nilson Xavier, da coluna Blogosfera, também do UOL, elogiou o texto de Cristianne, dizendo que era "bem escrito", movimentado e com várias reviravoltas, com tramas que se renovavam ao passar dos capítulos sem cair nos clichês, e citou como os principais pontos de Vitória a história dos neonazistas e as atuações de Leonardo Vieira, Heitor Martinez e Sílvio Guindane na pele dos strippers cômicos. André Lima, do portal PR, elogiou a atuação de Ricardo Ferreira como o professor homossexual Virgulino, dizendo que ele reproduziu um personagem "de modo educado, respeitoso e sem estereotipar", além de destacar as cenas de Roberta Gualda e Raymundo de Souza.

## Audiência
A estreia de Vitória rendeu 7,5 pontos de audiência, sendo o pior resultado de uma novela da emissora desde a retomada de sua teledramaturgia, em 2004. O resultado deve-se ao fato de sua antecessora, Pecado Mortal, ter chegado ao fim com apenas 7,7 pontos. No segundo capítulo, a novela subiu para 8 pontos. Em seu último capítulo, a novela registrou 9 pontos, ficando em alguns momentos em terceiro lugar, porém fechando na média geral na vice-liderança. No geral, a trama teve média de 5,8 pontos, sendo o terceiro pior desempenho, superando apenas Alta Estação (2006) e Pecado Mortal (2013), que tiveram média de 5,6 pontos. Este foi o pior resultado de novelas de Cristianne Fridman, uma vez que Chamas da Vida e Vidas em Jogo fecharam ambas com 19 pontos e Bicho do Mato com 18.

## Repercussão internacional
Em 2014 o jornalista francês Martin Weill esteve nos estúdios do RecNov para gravar entrevistas com os atores e cenas dos bastidores de Vitória para programa Le Petit Journal, exibido na emissora francesa Canal+. A novela foi descrita pela reportagem como "uma das mais importantes do Brasil" pela abordagem do neonazismo fora da Europa. Logo após, reportagens na Rússia e na Alemanha foram realizadas sobre a novela devido a temática.

## Controvérsias

### Agressão nos bastidores
Em 3 de abril de 2014, durante as primeiras gravações em Curaçao, Dado Dolabella se envolveu em uma confusão ao agredir verbalmente a equipe de gravação e fisicamente um dos produtores da novela, identificado como Carlos Henrique Andrade de Araújo. Segundo o relato, o ator começou agredir verbalmente uma outra produtora da equipe, que não quis se identificar, após solicitar uma xícara de café, bebida esta a qual não havia nas locações na ocasião, passando a distribuir xingamentos e ameaças aos demais membros da equipe ali presentes. Logo após, Dado se dirigiu até Carlos quando ele pediu que a equipe continuasse seu trabalho e o jogou de uma escada: "Eu estava no patamar de uma escada. Sem eu menos esperar, ele ficou cara a cara comigo. Jamais ia imaginar que ele ia me agredir. Só que ele me empurrou lá de cima e voei até o chão", explicou. Ao retornar ao Brasil, o produtor abriu um processo contra o ator no 42ª DP do Recreio dos Bandeirantes por lesão corporal e ameaça. Dado negou que tivesse agredido o produtor, porém a direção de Vitória preferiu mantê-lo afastado das gravações – a partir de 16 de abril – até que o caso fosse investigado e a polícia desse um parecer sobre o acontecimento. Em 24 de abril, após constatar a veracidade dos fatos, a direção da Record demite o ator, rescindindo seu contrato. Seu personagem, que seria um dos centrais da trama, formando o triângulo amoroso principal, acabou cortado da trama. Rodrigo Phavanello foi incluído no elenco posteriormente, interpretando um antigo namorado da personagem Diana, podendo assim formar o triângulo proposto.

### Desfalques no elenco
Além do retiramento inicial do personagem de Dado Dolabella, a autora teve que alterar a história de uma série de outros atores que foram deslocados pela direção da emissora para outros trabalhos. Flávia Monteiro pediu afastamento nos primeiros dias de gravação quando descobriu que estava grávida – uma vez que, por ter mais de 40 anos, era uma gravidez de risco – e sua personagem acabou não tendo uma explicação exata para desaparecer da trama. Em novembro de 2014 Heitor Martinez deixou a novela após aceitar o convite para integrar o elenco da sucessora, Os Dez Mandamentos, tendo como destino seu personagem a proposta de um trabalho fora do país. Como consequência a atriz Letícia Pedro, que interpretava a filha de Heitor, teve que deixar a novela para seguir o mesmo rumo do pai.
Em dezembro é a vez de Gustavo Leão e Rodrigo Phavanello também deixaram a novela para se dedicar a outros trabalhos na emissora – o personagem de Gustavo, que fazia parte dos neonazistas e tinha obsessão por Beatriz, foi estudar em Londres, enquanto o de Rafael simplesmente decidiu voltar para São Paulo, comprometendo o triângulo com Arthur e Diana. O jornalista Fabio Maksymczuk, do portal Você Faz TV, notou que a debandada do elenco para outras produções da emissora prejudicou a obra de Cristianne Fridman, fazendo com que algumas histórias perdessem o sentido, alegando que a própria emissora boicotou a novela ao permitir que outros diretores levassem os atores.

## Prêmios e indicações
| Ano  | Prêmio                | Categoria                | Indicado           | Resultado | Ref.   |
| ---- | --------------------- | ------------------------ | ------------------ | --------- | ------ |
| 2014 | Prêmio F5             | Atriz do Ano: Novela     | Juliana Silveira   | Indicado  | [ 85 ] |
| 2014 | Prêmio F5             | Novela do Ano            | Vitória            | Indicado  | [ 86 ] |
| 2014 | Retrospectiva UOL     | Melhor Novela            | Vitória            | Indicado  | [ 87 ] |
| 2015 | Prêmio Contigo! de TV | Melhor Ator de Novela    | Bruno Ferrari      | Indicado  | [ 88 ] |
| 2015 | Prêmio Contigo! de TV | Melhor Novela            | Vitória            | Indicado  | [ 88 ] |
| 2015 | Prêmio Contigo! de TV | Melhor Autor de Novela   | Cristianne Fridman | Indicado  | [ 88 ] |
| 2015 | Prêmio Contigo! de TV | Melhor Diretor de Novela | Edgard Miranda     | Indicado  | [ 88 ] |
| 2015 | Prêmio Contigo! de TV | Melhor Atriz Infantil    | Letícia Pedro      | Indicado  | [ 88 ] |
| 2015 | Prêmio Contigo! de TV | Melhor Atriz Infantil    | Victoria Diniz     | Indicado  | [ 88 ] |
| 2015 | Prêmio Contigo! de TV | Melhor Ator Infantil     | Cássio Ramos       | Indicado  | [ 88 ] |
| 2015 | Prêmio Contigo! de TV | Melhor Ator Infantil     | Diego Kropotoff    | Indicado  | [ 88 ] |